# Onoclea
Onoclea is een geslacht uit de bolletjesvarenfamilie (Onocleaceae). Het geslacht omvat één soort: de bolletjesvaren (Onoclea sensibilis). De plant komt van nature voor in Azië en Noord-Amerika. De plant wordt in Europa gekweekt en kan in België en Nederland in de natuur overleven.
De status van een tweede soort is nog omstreden: Onoclea interrupta,

## Naamgeving
- Engels: Sensitive Fern

## Botanische beschrijving
Voor een beschrijving van dit geslacht, zie bolletjesvaren (Onoclea sensibilis).

## Voorkomen
Voor de verspreiding van dit geslacht, zie bolletjesvaren (Onoclea sensibilis).

## Beschreven soorten
Er is slechts één soort, die ook in België en Nederland in de natuur voorkomt: Bolletjesvaren (Onoclea sensibilis)